# CentraleSupélec
CentraleSupélec es una escuela de ingenieros de Francia, fusión de École centrale Paris y Supélec, ubicada en Gif-sur-Yvette, Châtenay-Malabry, Metz y Rennes. Es miembro de la Universidad Paris-Saclay, del Grupo de Escuelas Centrales y de la conferencia de grandes écoles. Forma principalmente ingenieros generalistas de muy alto nivel, destinados principalmente para el empleo en las empresas.

## Diplomado CentraleSupélec
En Francia, para llegar a ser ingeniero, se siguen 5 años de educación superior, generalmente  compuestos de dos años de estudio de alto nivel científico en clases preparatorias y tres años en una escuela de ingeniería. El acceso a estas se realiza, al final de las clases preparatorias, a través de un concurso muy selectivo. Entre los concursos más exigentes se encuentra el que da acceso a CentraleSupélec.
- Master Ingénieur CentraleSupélec.
- Masters Research & PhD Doctorado.
- Mastères Spécialisés.
- Mooc.[3]

## Doble titulación Master CentraleSupélec
CentraleSupélec fue parte de la fundación de la red TIME , que permite a los estudiantes obtener un diplomado en dos de las mejores universidades técnicas de Europa (doble diplomado). 
Acuerdos de Doble Titulación :  Master CentraleSupélec - ESCUELA TÉCNICA SUPERIOR DE INGENIEROS INDUSTRIALES doble titulación (Master M1+M2 Duración  : dos años en Francia).
Desde octubre de 2023, la escuela es socia de IPSA para dobles titulaciones en aeroespacial.

## Programa ErasmusMasters
Master M2 (60 ECTS)
Duración  : 10 meses en Francia
Curso : Mecánica, Construcción, Energía, Electricidad, Electrónica,  Automática, Ciencias de la computación, Producción y Organización, Procesos y Medio ambiente.